# Bolnisikors

Bolnisikors.

Bolnisikorset (georgiska: ბოლნური ჯვარი, Bolnuri dzjvari) är ett antikt georgiskt kors och nationalsymbol från 300-talet efter kristus då det georgiska kungadömet antog den ortodoxa kristendomen som statsreligion. Bolnisikorset härstammar från basilikan Bolnisi Sioni i staden Bolnisi. 
I Georgiens flagga använder man sig av ett Bolnisikors i de fyra hörnen.